# Roperuelos del Páramo (kommun)
Roperuelos del Páramo är en kommun i Spanien.   Den ligger i provinsen Provincia de León och regionen Kastilien och Leon, i den nordvästra delen av landet, 260 km nordväst om huvudstaden Madrid. Antalet invånare är 624. Arean är 54 kvadratkilometer. Roperuelos del Páramo gränsar till Cebrones del Río, Zotes del Páramo, La Antigua, Pozuelo del Páramo, Alija del Infantado och Quintana del Marco. 
Terrängen i Roperuelos del Páramo är platt.